# مارتینسهوهه
مارتینسهوهه (به آلمانی: Martinshöhe) یک شهر در آلمان است که در کایزرسلاوترن واقع شده‌است. مارتینسهوهه ۱٬۷۳۰ نفر جمعیت دارد.